# Storia dell'Indonesia

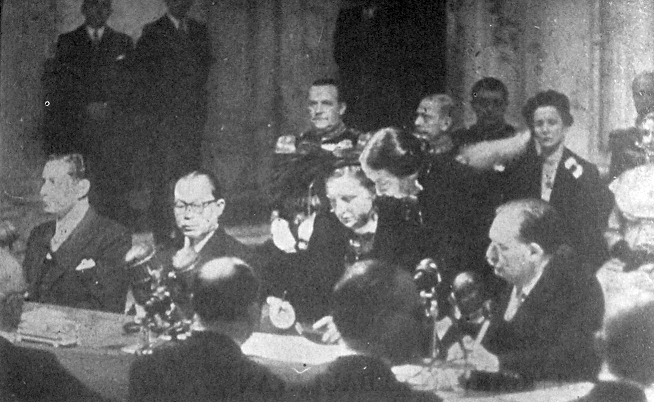
Firma del trattato che nel 1949 sancì la sovranità indonesiana

## Preistoria
Geologicamente l'area della moderna Indonesia si è formata nel pleistocene, e all'epoca era collegata con il resto del continente asiatico. Il primo abitante ominide della zona fu l'uomo di Giava circa 500.000 anni fa. Nel 2003, alcuni ritrovamenti fossili nei pressi di Flores, hanno portato alla scoperta dell'Uomo di Flores, o Homo floresiensis, una specie ominide di circa 18.000 anni fa e contemporanea dell'Homo sapiens.
L'attuale arcipelago indonesiano si formò, invece, con il disgelo seguito all'ultima era glaciale. Gli eruditi indiani scrissero di Dvipantara o regno di Jawa Dwipa Hindu nelle isole di Giava e Sumatra già nel 200 a.C. Il regno di Tamura si stabilì nella Giava Occidentale nel V secolo. Nel 425, il buddhismo si insediò nella zona.

## Primi imperi
Al tempo dell'Europa rinascimentale, le isole di Giava e Sumatra già godevano di un millennio di civilizzazione, che portò alla formazione di due grandi imperi. Dal VII al XIV secolo, il regno buddhista di Srivijaya si sviluppò controllando le rotte di navigazione attraverso lo Stretto di Malacca. L'esploratore cinese Yìjìng, visitò Palembang, la capitale del regno, sulla costa sudorientale di Sumatra, attorno al 670. Al massimo del suo splendore, Srivijaya ebbe sotto il proprio controllo Giava occidentale e buona parte della penisola malese.
Contemporaneamente, nella parte centrale di Giava, si sviluppa il regno dei Śailendra, che faranno erigere il noto monumento di Borobudur. Il regno indù di Majapahit si sviluppò nel XIV secolo, ma nella parte orientale di Giava. Gajah Mada, a capo dell'impero dal 1331 a 1364, ottenne innumerevoli alleanze, in quella che oggi è l'Indonesia e l'arcipelago malese. Tra le eredità lasciate da Gajah Mada, ci sono una prima codificazione di leggi e un poema epico.
L'Islam arrivò in Indonesia attorno al XII secolo portato dai mercanti arabi e, lentamente, ha soppiantato l'Induismo alla fine del XVI secolo a Giava e a Sumatra. Bali, tuttavia, rimase completamente Indù. Nell'arcipelago orientale, missionari islamici e cristiani, furono attivi nel XVI e XVII secolo, e oggi c'è ancora una grande comunità di entrambe le religioni su queste isole. Il Kalimantan mantenne la fede indù fino al XVII secolo, in particolare dopo la visita di Tengah nel Regno di Sambas.

## Era coloniale
A partire dal 1602, gli olandesi si stabilirono lentamente nell'attuale Indonesia, sfruttanti il frazionamento in piccoli regni dovuto alla caduta dell'impero Majapahit. L'unica eccezione era Timor (colonizzata dal Portogallo), che è rimasta sotto la legislatura portoghese fino al 1975, quando venne invasa e occupata, prendendo il nome di Timor Est. Nel 1609, il primo ottobre, fu stretto un patto commerciale con il re di Sambas Saboa Tangan, e i primi coloni olandesi si insediarono l'anno seguente. Fautore del trattato fu il mercante Samuel Bloemaert, esponente della Compagnia delle Indie Orientali Olandesi.
I Paesi Bassi hanno controllato l'Indonesia per oltre 300 anni, con una piccola interruzione a seguito della guerra anglo-olandese per il controllo di Giava. Durante la colonizzazione olandese, le Indie orientali olandesi divennero uno dei possessi coloniali più ricchi del mondo. Tra il XVII e il XVIII secolo il potente sultanato di Sambas assoggettò decine di piccoli stati divenendo il più vasto impero indonesiano, venendo però inglobato dal protettorato olandese nel 1802.
Durante il primo decennio del XX secolo, si formò velocemente un movimento indonesiano di indipendenza e si sviluppò specialmente fra le due guerre mondiali. I leader del movimento provenivano da un piccolo gruppo di giovani professionisti e studenti, alcuni dei quali erano stati istruiti nei Paesi Bassi. Molti, compreso il primo presidente dell'Indonesia, Sukarno (1945-1967), vennero imprigionati per le attività politiche che svolsero all'epoca.

## Seconda guerra mondiale
Nel maggio del 1940, i Paesi Bassi si arresero alla Germania nazista di Hitler. Le Indie olandesi vennero dichiarate in stato d'assedio e nel luglio reindirizzarono le proprie esportazioni destinate al Giappone, verso gli Stati Uniti e la Gran Bretagna. Le trattative con il Giappone per i rifornimenti di combustibile per l'aeronautica fallirono, nel mese di giugno accettò l'offerta del Giappone di formare un governo rispondente verso i bisogni militari giapponesi. Sukarno, Mohammad Hatta e Kyai furono decorati dall'imperatore del Giappone nel 1943.
Nel marzo del 1945, il Giappone organizzò un comitato indonesiano per l'indipendenza (BPUPKI). Nella prima riunione, a maggio, Supomo parlò di integrazione nazionale e contro individualismo personale; mentre Muhammad Yamin suggerì che la nuova nazione avrebbe dovuto esigere le regioni di Sarawak, Sabah, Malaya, Timor portoghese e tutti i territori prebellici delle Indie orientali olandesi.
Il 9 agosto 1945 Sukarno, Hatta e Radjiman Wediodiningrat incontrarono il maresciallo Terauchi nel Vietnam. Nel colloquio si accordarono, stabilendo che anche se le forze giapponesi si stavano sbandando, il Giappone avrebbe comunque annunciato l'indipendenza indonesiana il 24 agosto.

## Il dopoguerra
Informato che il Giappone non avrebbe avuto la forza necessaria per proclamare l'indipendenza dell'Indonesia, il 17 agosto Sukarno lesse un veloce e unilaterale "Proklamasi" (Dichiarazione di Indipendenza). Le parole della proclamazione si espansero velocemente mentre i militari indonesiani (PETA), i giovani ed altri si raccolsero per difendere la residenza di Sukarno. Il 29 agosto il gruppo nominò Sukarno presidente e Mohammad Hatta suo vice, usando una costituzione scritta nei giorni precedenti. Il BPUPKI fu rinominato in KNIP (comitato nazionale indonesiano centrale) e si trasformò in un corpo governante provvisorio fino a che non si sarebbero potute tenere le elezioni regolari.
Il KNIP dichiarò inoltre il nuovo governo il 31 agosto e determinò che la nuova Repubblica dell'Indonesia sarebbe stata formata da 8 province: Sumatra, il Borneo, Java Occidentale, Java Centrale, Java Orientale, Sulawesi, Maluku e Sunda Kecil. Gli sforzi olandesi per ristabilire il controllo completo della zona, vennero pesantemente a contatto con la resistenza indonesiana. Il 27 dicembre 1949, dopo 4 anni di guerra e trattative, la regina Giuliana d'Olanda trasferì la sovranità al governo indonesiano federale. Nel 1950, l'Indonesia divenne il sessantesimo membro delle Nazioni Unite.

## Dal 1950 ad oggi
Negli anni successivi, le tensioni tra il Partito Comunista e la giunta militare culminano in un colpo di Stato militare (30 settembre 1965) fallito, con l'omicidio di sei generali indonesiani. Velocemente viene organizzato un contro-colpo di Stato guidato dal Generale Suharto che pretestuosamente porta all'uccisione di milioni di iscritti al partito comunista. Nel 1967 Suharto riesce a ottenere la presidenza. Da questo momento la storia dell'Indonesia si può dire che è entrata nella fase di storia contemporanea: iniziano gli investimenti stranieri, determinanti per la crescita economica che si realizza sull'arcipelago nei tre decenni successivi, che porteranno come conseguenza uno sviluppo del paese soprattutto a livello turistico.
Tuttavia, tra il 1997 e il 1998, l'economia del paese crolla a causa della crisi finanziaria che colpisce tutta la regione del sud est asiatico. La crisi aggraverà il malcontento popolare verso il generale Suharto, accusato per giunta di corruzione. Il 21 maggio 1998, il Presidente Suharto rassegna le sue dimissioni. Il 1999 è segnato dalle rivolte a Timor Est, a cui segue la brutale repressione da parte del governo di Jakarta che provoca anche l'intervento delle Nazioni Unite.
Con l'attacco terroristico dell'11 settembre 2001, il Pentagono ha cercato di intensificare la collaborazione con l'Indonesia nella lotta contro il terrorismo. Nell'aprile 2002, Xanana Gusmão, il leader indipendentista di Timor Est ottiene l'83% dei voti, e il 19 maggio dello stesso anno, alla presenza del segretario delle Nazioni Unite, Kofi Annan, Timor Est è proclamata indipendente.
L'Indonesia continua ad essere vittima di numerose crisi tra cui: la ribellione della provincia di Aceh, una zona ricca di gas e petrolio posta all'estremità di Sumatra, che reclama una propria indipendenza, e gli attacchi a Bali dell'ottobre 2002. Con i ribelli di Aceh è stato siglato un accordo a Ginevra il 9 dicembre 2002, per una tregua. Questo accordo non ha però messo fine alle tensioni che puntualmente si ripresentano. Molte sono state le riforme introdotte, inclusa l'elezione diretta del presidente, che si è tenuta per la prima volta nel 2004, e che ha portato al potere Susilo Bambang Yudhoyono.
Tensioni politiche ed economiche, malcontenti sociali e disastri naturali come lo tsunami che ha colpito l'area il 26 dicembre 2004, non facilitano l'economia del paese, in larga parte dipendente dal turismo. La presenza di cellule terroristiche che si rifanno alla matrice di al-Qaida, ha contribuito a creare malessere anche tra gruppi religiosi che negli anni passati avevano sempre convissuto senza problemi. Nei primi mesi del 2005 Indonesia e Malaysia si sono scontrate politicamente per il possesso di giacimenti offshore nella zona di Ambalat, ma è improbabile che si arrivi ad un conflitto armato.